# Yannis Yssaad
Yannis Yssaad (Villeneuve-Saint-Georges, 25 juni 1993) is een Frans voormalig wielrenner die in 2018 reed voor Caja Rural-Seguros RGA.

## Overwinningen
2015
6e etappe Ronde van Bretagne
2016
4e etappe Ronde van Rhône-Alpes Isère
2017
Parijs-Troyes
3e etappe An Post Ras
2e etappe Ronde de l'Oise
1e en 3e etappe deel A Trofeo Joaquim Agostinho
2018
4e etappe Ronde van Rhône-Alpes Isère

## Ploegen
- 2012 –  Auber 93 (stagiair vanaf 1-8)
- 2013 –  BigMat-Auber 93 (stagiair vanaf 1-8)
- 2014 –  BigMat-Auber 93
- 2016 –  Armée de Terre
- 2017 –  Armée de Terre
- 2018 –  Caja Rural-Seguros RGA

Alaphilippe · Armirail · Barbas · Bodiot · Canal · Duval · Ferasse · Guyot · Le Roux · Lebreton · Levasseur · Mainard · Penven · Poulhiès · Raibaud · Rostollan · Sinner · Thomas · Yssaad
Alaphilippe · Campistrous · Canal · Duculty · Ferasse · Gaudin · Guyot · Kneisky · Le Roux · Lebreton · Levasseur · Loubet · Mainard · Poulhiès · Raibaud · Rostollan · Sireau · Thomas · Tronet · Yssaad
Amezqueta · Aranburu · Benito · Celano · Cuadros · Ferrari · Irisarri · Lastra · Mas · Molina · Moreira · Oien · Pardilla · Reis · Rodríguez · Schultz · Serrano · Silva · Soto · Yssaad · Zabala